# Ouverture voor strijkorkest
De Ouverture voor strijkorkest is een compositie van Witold Lutosławski. Hij componeerde het werk in de nasleep van zijn Eerste symfonie, die getroffen werd door een ban. De componist zat vast aan muziek die begrijpbaar moest zijn, maar wilde toch enigszins modern klinken. Het werk betekende een stap in de richting, die hij later met b.v. Jeux Vénitiens, maar dan is het al 1961, vervolgde. Het werk bestaat uit drie thema’s, die zijn verwerkt in een sonatevorm; het tempo is allegro. De componist kwam er in zijn muzikale ontwikkeling niet verder mee, gaf hij later toe.
De eerste uitvoering kon gezien de geschiedenis van de Symfonie nr. 1 kennelijk niet in Polen plaatsvinden. In aanwezigheid van de componist werd het uitgevoerd in Praag op 6 september 1949. Volgens gegevens werd het werk in Polen pas jaren later uitgevoerd.

## Discografie
- Uitgave Naxos : Pools Nationaal Radio-Symfonieorkest o.l.v. Antoni Wit (opname 1997)
- Uitgave CD Accoord: Sinfonia Varsovia o.l.v. de componist